# West Green (Crawley)
West Green is een wijk in het bestuurlijke gebied Crawley, in het Engelse graafschap West Sussex. 

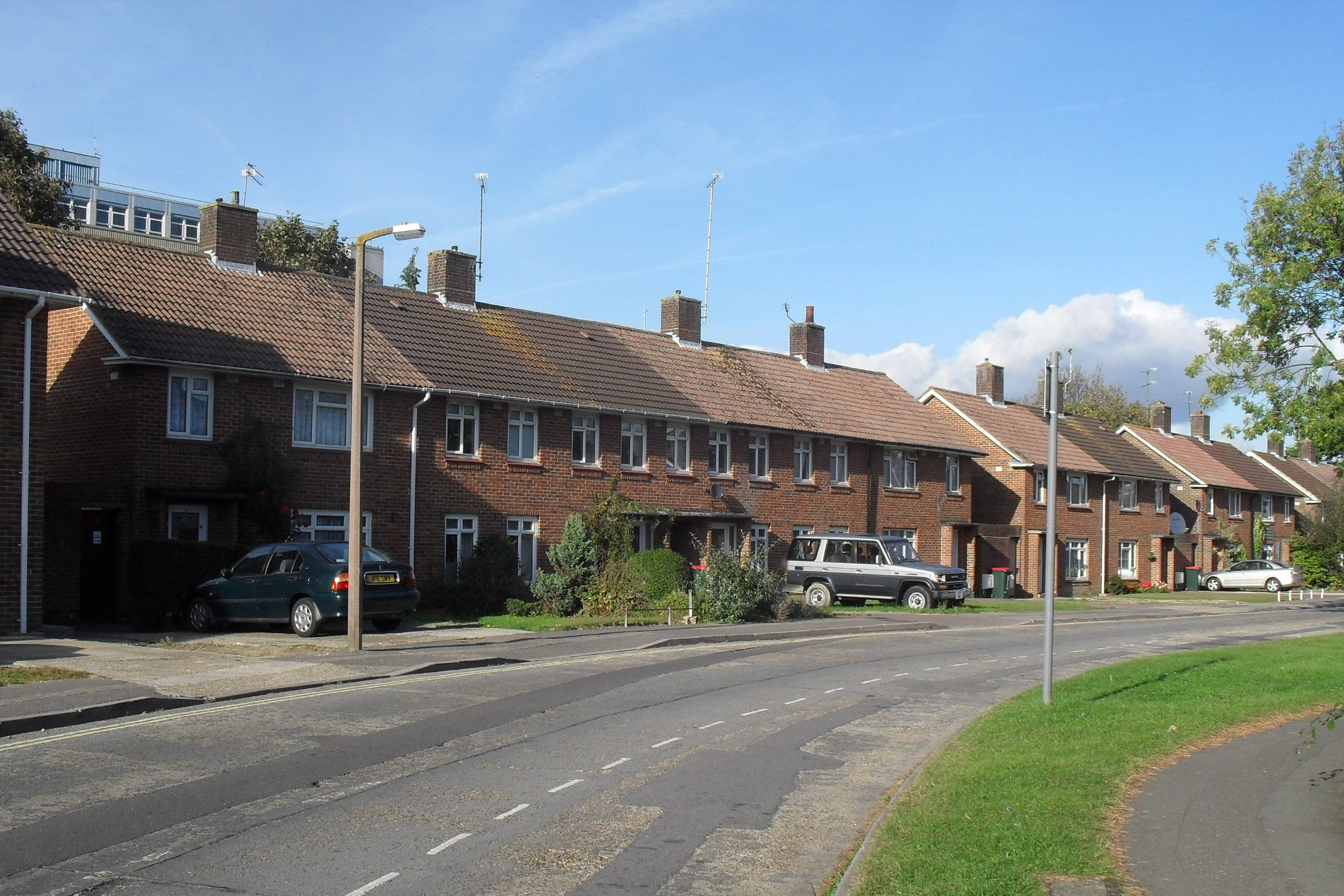
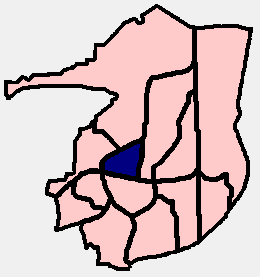
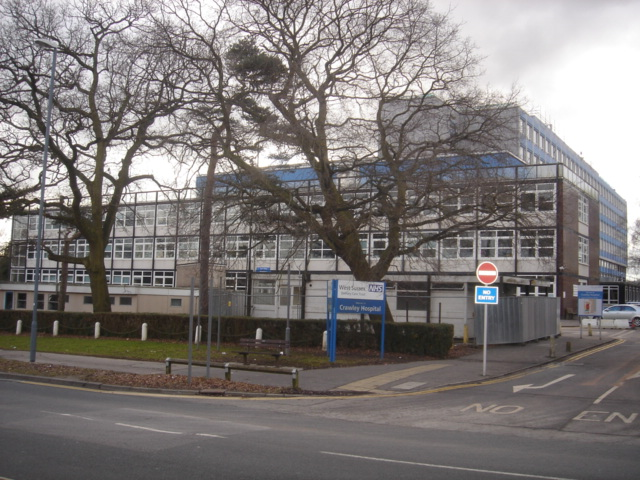
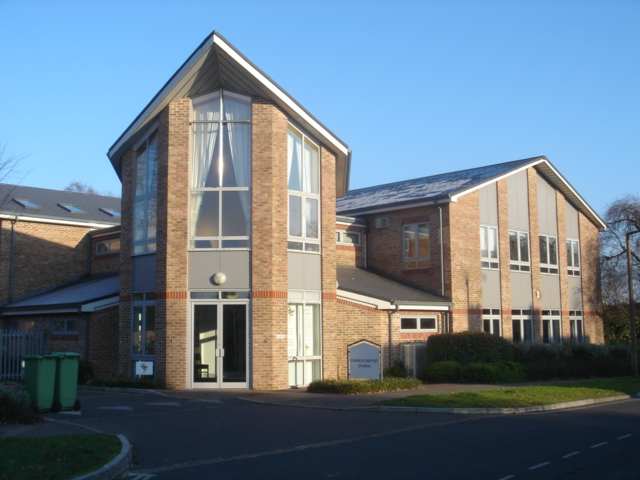
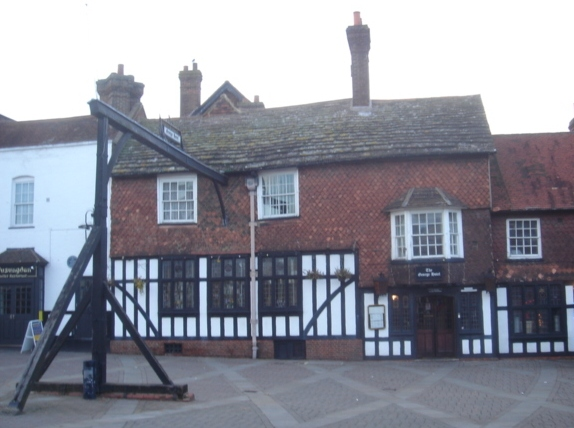
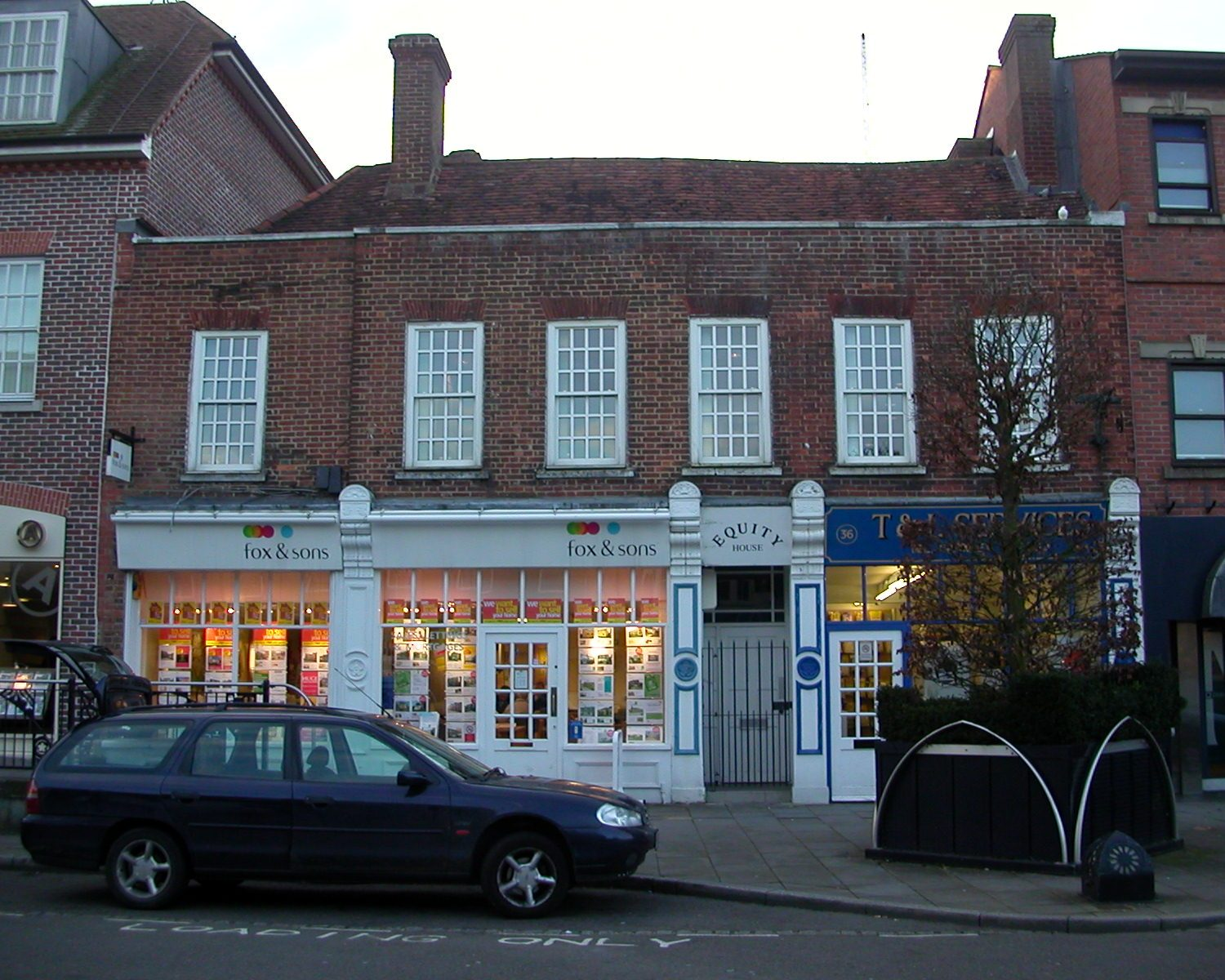
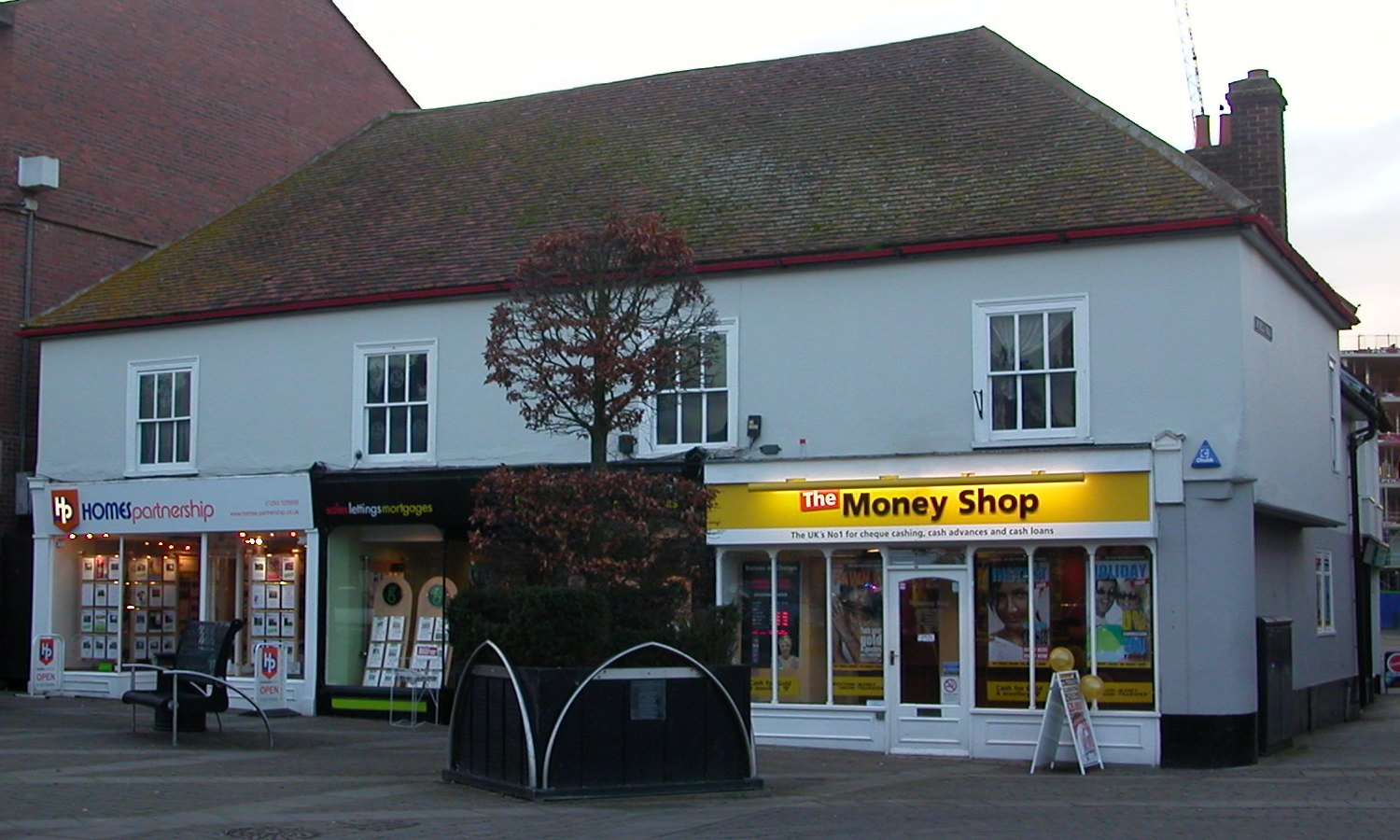